# Labuan Lalar
Labuan Lalar is een bestuurslaag in het regentschap Sumbawa Barat van de provincie West-Nusa Tenggara, Indonesië. Labuan Lalar telt 2766 inwoners (volkstelling 2010).